# 9383 Montélimar
A 9383 Montelimar (ideiglenes jelöléssel 1993 TP15) a Naprendszer kisbolygóövében található aszteroida. Eric Walter Elst fedezte fel 1993. október 9-én.